# NGC 1962
NGC 1962 ist ein offener Sternhaufen in der Großen Magellanschen Wolke im Sternbild Schwertfisch. Das Objekt, sowie NGC 1965, NGC 1966 und NGC 1970 im New General Catalogue sind Teile des LH 58-Komplexes.
Der Sternhaufen wurde am 31. Januar 1835 von dem Astronomen John Herschel entdeckt.